# Manay

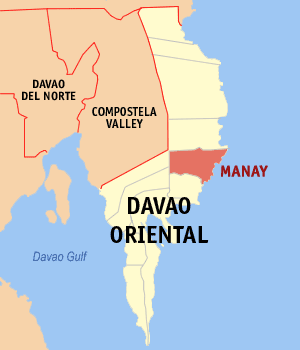
Bản đồ của Davao Oriental với vị trí của Manay

Manay là một đô thị hạng 3 ở tỉnh Davao Oriental, Philippines. Theo điều tra dân số năm 2000, đô thị này có dân số 36.697 người trong 7.136 hộ.

## Các đơn vị hành chính
Manay được chia thành 17 barangay.
| - Capasnan - Cayawan - Central (Pob.) - Concepcion - Del Pilar - Guza - Holy Cross - Mabini - Manreza | - Old Macopa - Rizal - San Fermin - San Ignacio - San Isidro - New Taokanga - Zaragosa - Lambog |